# Posse de Lyndon B. Johnson em 1963
A primeira posse de Lyndon B. Johnson como 36º presidente dos Estados Unidos foi realizada na sexta-feira, 22 de novembro de 1963, a bordo do Air Force One em Love Field, Dallas, após o assassinato do presidente John F. Kennedy no início daquele dia. A posse - a oitava não programada a ocorrer - marcou o início do primeiro mandato (um mandato parcial de 1 ano e 59 dias) de Lyndon B. Johnson como presidente.

## Assassinato de John F. Kennedy
Às 12h30 de 22 de novembro, Kennedy foi baleado em Dallas enquanto desfilava com sua esposa, Jacqueline, na carreata presidencial. O vice-presidente Johnson estava em um carro atrás do presidente com sua esposa, Lady Bird Johnson, e o senador do Texas Ralph Yarborough. Imediatamente após os tiros serem disparados, Johnson foi jogado no chão pelo agente do Serviço Secreto Rufus Youngblood, e os carros do presidente e do vice-presidente aceleraram para o Parkland Memorial Hospital.
Houve relatos iniciais de que Johnson também podia ter sido baleado, ligeiramente ferido no braço ou que ele havia sofrido outro ataque cardíaco (ele havia sofrido um oito anos antes que quase o matou). A Sra. Johnson confirmou aos repórteres que ele estava bem e não sofreu nenhum ferimento ou doença, afora estar abalado com o que tinha visto.
No hospital, Johnson foi cercado por agentes do Serviço Secreto, que o encorajaram a retornar a Washington no caso de ele também ser alvo de assassinato. Johnson desejou esperar até que soubesse da condição de Kennedy; às 13h20, ele foi informado de que Kennedy estava morto e deixou o hospital quase 20 minutos depois.

## Dallas Love Field

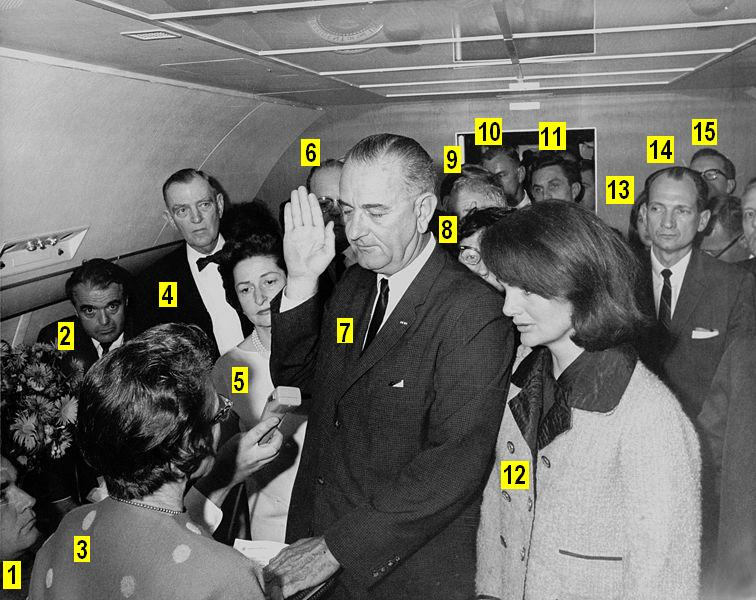
Lyndon B. Johnson fazendo o juramento de posse no Air Force One após o assassinato de John F. Kennedy, Dallas, Texas. Pessoas identificadas incluem:
(#1) Malcolm Kilduff (Secretário de Imprensa),
(#2) Jack Valenti (assessor de mídia),
(#3) Juíza Sarah T. Hughes,
(#4) Congressista Albert Richard Thomas,
(#5) Lady Bird Johnson,
(#6) Jesse Curry (chefe de polícia de Dallas),
(#7) Lyndon B. Johnson,
(#8) Evelyn Lincoln (secretária pessoal de John F. Kennedy),
(#9) Congressista Homer Thornberry,
(#10) Roy Kellerman (agente do Serviço Secreto),
(#11) Lem Johns (agente do Serviço Secreto),
(#12) Jacqueline Kennedy,
(#13) Pamela Turnure (secretária de imprensa de Jacqueline Kennedy),
(#14) Congressista Jack Brooks,
(#15) Bill Moyers (vice-diretor do Corpo da Paz). Foto por Cecil W. Stoughton.

Neste ponto, foram feitos preparativos para fornecer proteção do Serviço Secreto às duas filhas de Johnson (Lynda Bird Johnson Robb e Luci Baines Johnson), e foi decidido que o novo presidente partiria na aeronave presidencial porque tinha melhor equipamento de comunicação. Johnson foi conduzido por um carro da polícia sem identificação para o Dallas Love Field e mantido abaixo do nível da janela do carro durante a viagem.
O presidente esperou que Jacqueline Kennedy, que por sua vez não deixaria Dallas sem o corpo de seu marido, chegasse a bordo do Air Force One. O caixão de Kennedy foi finalmente trazido para a aeronave, mas a decolagem foi adiada até que Johnson fizesse o juramento de posse.
Havia preocupação porque o Serviço Secreto havia retirado o corpo de Kennedy do Parkland Hospital contra a vontade do legista de Dallas, Earl Rose, que insistiu que uma autópsia era necessária, o Departamento de Polícia de Dallas tentaria impedir a decolagem do Air Force One.
O presidente Johnson escolheu a juíza distrital federal Sarah T. Hughes, uma amiga de longa data, para fazer o juramento. Ele já havia solicitado sua nomeação para juiz federal, que Robert F. Kennedy inicialmente rejeitou por conselho do Departamento de Justiça, por causa de sua idade (então com 65 anos). Quando o Departamento de Justiça reverteu sua decisão algumas semanas depois e nomeou Hughes, Johnson ficou indignado por não ter sido consultado.

### Posse a bordo do Air Force One
Para a posse, vinte e sete pessoas espremidas na cabine de 3,6x5 metros do Air Force One para os procedimentos. Somando-se ao desconforto estava a falta de ar condicionado, pois a aeronave havia sido desconectada da fonte de alimentação externa, a fim de decolar prontamente. Enquanto a posse prosseguia, os quatro motores a jato do Air Force One estavam sendo ligados.
O relatório da Comissão Warren detalhou a posse:

Do avião presidencial, o novo presidente telefonou para o Procurador-Geral Robert F. Kennedy, que aconselhou que o Sr. Johnson fizesse o juramento presidencial antes que o avião deixasse Dallas. A juíza federal Sarah T. Hughes correu para o avião para administrar o juramento. Membros dos partidos presidencial e vice-presidencial encheram o compartimento central do avião para testemunhar o juramento. Às 14h38, Lyndon Baines Johnson fez o juramento de posse como o 36º presidente dos Estados Unidos. A Sra. Kennedy e a Sra. Johnson ficaram ao lado do novo presidente enquanto ele fazia o juramento de posse. Nove minutos depois, o avião presidencial partiu para Washington, D.C.
A cerimônia de juramento administrada pela juíza Hughes em uma sala de conferências do Air Force One representou a primeira vez que uma mulher administrou o juramento presidencial, bem como a única vez na qual foi conduzido em um avião. Em vez da habitual Bíblia, Johnson prestou juramento em um missal encontrado em uma mesa de apoio do quarto de Kennedy no Air Force One. Depois que o juramento foi feito, Johnson beijou sua esposa na testa. A Sra. Johnson então pegou a mão de Jackie Kennedy e disse a ela: "A nação inteira está de luto por seu marido."
Quase exatamente ao mesmo tempo da cerimônia, o âncora da CBS Walter Cronkite leu em voz alta na transmissão aérea da Associated Press confirmando oficialmente a morte de Kennedy, acrescentando posteriormente que Johnson seria empossado como presidente. De acordo com a Encyclopedia of Television do Museum of Broadcast Communications, durante a cobertura frenética dos acontecimentos à tarde, as emissoras americanas fizeram um "esforço determinado" para se referir a ele como "Presidente Johnson".
A famosa fotografia da posse foi tirada por Cecil Stoughton, fotógrafo oficial de John F. Kennedy. Por sugestão de Stoughton, Johnson foi ladeado por sua esposa e Jacqueline Kennedy, ligeiramente afastado da câmera para que as manchas de sangue em seu terno Chanel rosa não ficassem visíveis. A fotografia foi tirada com uma câmera Hasselblad. A posse foi gravada em áudio pelo secretário de imprensa da Casa Branca Malcolm Kilduff usando o ditafone do Air Force One.

## Eventos subsequentes

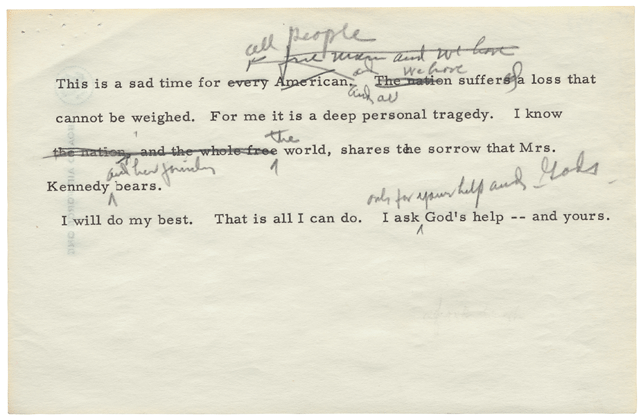
Declaração marcada à mão

Durante o voo de volta para a Base da Força Aérea Andrews, Johnson fez várias ligações por rádio, incluindo Rose Kennedy (mãe de JFK) e Nellie Connally (esposa de John Connally). Além disso, ele tomou a decisão de solicitar a todos os membros do gabinete que permanecessem em seus cargos e pediu um encontro com os líderes de ambos os partidos no Congresso na sequência.
Johnson também pediu a Jack Valenti, Bill Moyers e Liz Carpenter para escrever uma breve declaração para ele ler sobre os eventos do dia, que ele mesmo editou ligeiramente. Às 18h10, após pousar em Andrews em meio a uma multidão de líderes do Congresso, ele caminhou até um conjunto de microfones já preparado e começou sua primeira declaração pública como presidente:

Este é um momento triste para todas as pessoas. Sofremos uma perda que não pode ser pesada. Para mim, é uma profunda tragédia pessoal. Eu sei que o mundo compartilha a tristeza que a Sra. Kennedy e sua família suportam. Eu farei o meu melhor. Isso é tudo que posso fazer. Peço vossa ajuda - e de Deus.
Johnson teve de erguer a voz para ser ouvido na base da Força Aérea e depois se arrependeu de ter feito os comentários, acreditando que soou áspero e estridente.